# 原水爆禁止日本国民会議
原水爆禁止日本国民会議（げんすいばくきんしにほんこくみんかいぎ）は、1965年に結成された反核・平和運動を唱える市民団体。略称は原水禁。原水爆禁止日本協議会（原水協）から、日本社会党・総評系が脱退して結成された。
現在の共同議長は川野浩一(元自治労長崎県本部委員長・連合長崎会長)、金子哲夫(元日本社会党・社会民主党議員)、藤本泰成(戦争させない・9条壊すな!総がかり行動実行委員会・元日教組)。

## 概要

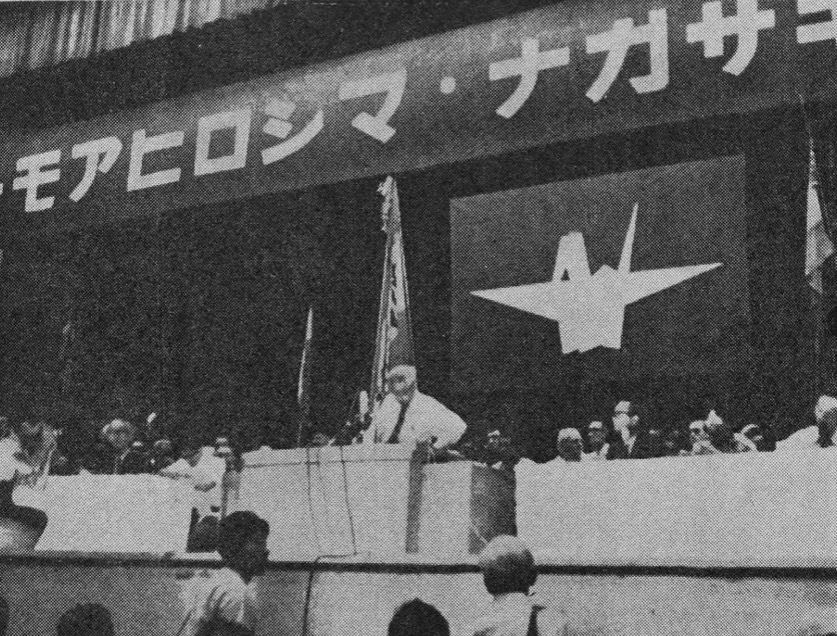
1965年8月6日、原水禁主催の「被爆20周年原水禁世界大会」が広島県立体育館で開幕した。

1965年2月1日、原水爆禁止日本国民会議（原水禁）の結成大会が全電通会館で開かれる。代表委員に太田薫、清水谷恭順、森滝市郎、高橋正雄、浜井信三、蓮田竜彦の6人、事務局長に伊藤満が選出された。
部分的核実験禁止条約の賛否をめぐって原水爆禁止日本協議会（略称「原水協」）の中の日本社会党（現・社会民主党）・日本労働組合総評議会（現・日本労働組合総連合会）系グループが「いかなる国の核実験にも反対する」立場をとって条約に賛成する立場から、原水協の主流派で社会主義国の核実験を容認する立場だった日本共産党系と対立したのが原因とされる。この分裂のとき、自国も核兵器を所有し核実験を行っていたにもかかわらず、ソビエト連邦が原水禁を全面的に支持した。
原水禁自身は、日本原水協の分裂と新団体結成の経緯について次のように述べている。
- 革新勢力の運動の高揚や東西対立の激化などを背景に、「平和の敵・アメリカ帝国主義の打倒」、「平和を守るソ連社会主義の核兵器・核実験支持」、「軍事基地反対、民族独立、安保反対を中心課題とせよ」といった主張をする勢力が原水禁運動を牛耳ろうとしました。運動に参加する幅広い層の「いかなる国の核実験・核兵器にも反対する」との要求や意見と真っ正面から対立し、それまでの原水禁運動の組織（原水協）は大きく混乱し停滞して、1963年夏の長崎大会はついに中止となり、組織は分裂しました。そうした中で、「いかなる国の核実験にも反対」する確固たる信念をもった広範な層が集まって、1965年2月、「原水禁（原水爆禁止日本国民会議）」を結成しました。世界の平和運動家バートランド・ラッセルなども「いかなる国の核兵器にも反対する運動でなければ平和運動ではない」と主張して原水禁の見解を支持してきました。（原水禁ホームページより）

一方、原水協は「社会党や総評が特定の見解を世界大会に押し付けようとしたとして一緒にやってきた世界大会から分裂し、一九六五年に結成されました」と主張する。
原子力撤廃（脱原発）にも積極的に取り組んでいる。核廃絶は「究極的目標」としており、また、核拡散防止条約、包括的核実験禁止条約体制には好意的であり、国際連合の枠組みによる核廃絶の取り組みを推進している。日本政府はこれらの条約を批准しているが、日米安保条約の堅持を前提としており、前提が崩れた時の脱退にも言及しているため、原水禁の立場とは異なる。
1980年代には何度か原水協と合同で集会を開催。また、1980年代から90年代にかけては共闘団体との統合の話が持ち上がり、原水禁は護憲連合に食とみどり、水を守る中央労農市民会議が合流して結成された平和フォーラムに加盟する形で統合が実現された。
その後は民社党（現・国民民主党内の民社協会）系の核兵器禁止平和建設国民会議（略称「核禁会議」。日米安保や原発問題への姿勢対立でやはり原水協から離脱した）と共闘関係にあり、2005年からは核禁会議・連合と合同で、広島・長崎で平和大会を主催してきた。ただし、核禁会議は｢平和のための原子力｣つまり原子力発電を推進しているため、反原発については単独行動および脱原発団体との共同行動が主となる。
しかし、2011年3月11日に福島第一原子力発電所事故が起こると、脱原発を鮮明にする原水禁と、引き続き原子力の平和利用を主張する核禁会議との亀裂は大きくなった。2011年の平和大会では、原水禁の川野浩一議長が原発を問題として取り上げ、連合・核禁会議は反発した。2012年の平和大会を前に、核禁会議の鎌滝博雄専務理事は「大会で脱原発を求めるなら今後一緒に行動できない」と原水禁を批判し、さらに原水禁の挨拶に「核と人類は共存できない」との文言があることが事前に核禁会議側に問題にされた。挨拶はそのまま行われたが、平和大会に先立ち原水禁、核禁会議がそれぞれ単独で集会を開くなど、対立が深まっていった。同年10月、核禁会議は原水禁の挨拶が「大会趣旨から逸脱した」と反発、連合に「今後３団体で平和大会を開催するのは困難」と申し入れた。最終的に、核禁会議の要求が通り、2013年の平和大会は連合単独主催となり、原水禁・核禁会議は共催に退くことになった。
2011年6月、大江健三郎、坂本龍一、瀬戸内寂聴など9名によって、さようなら原発1000万人アクションと名付けた1000万人の署名を目標とする脱原発運動が呼びかけられた。

## 本部
- 東京都千代田区神田駿河台三丁目2-11 連合会館1階

## 書籍
- 『被爆二世の問いかけ　再びヒバクシャをつくらないために』（2001年、新泉社）編：全国被爆二世団体連絡協議会、原水爆禁止日本国民会議
- 『開かれた「パンドラの箱」と核廃絶へのたたかい　原子力開発と日本の非核運動』（2002年、七つ森書館）編：原水爆禁止日本国民会議、21世紀の原水禁運動を考える会
- 『核問題ハンドブック』（2005年、七つ森書館）編：和田長久、原水爆禁止日本国民会議
- 『破綻したプルトニウム利用　政策転換への提言』（2010年、緑風出版）編：原子力資料情報室、原水爆禁止日本国民会議
- 『原子力・核問題ハンドブック』（2011年、七つ森書館）編：和田長久、原水爆禁止日本国民会議
- 『脱原発・脱炭素社会の構想　原水禁エネルギー・シナリオ』（2021年、緑風出版）編著：原水爆禁止日本国民会議